# Ingolf Rød
Ingolf Richard Rød (* 2. Oktober 1889 in Tønsberg; † 19. Dezember 1963 in Nøtterøy) war ein norwegischer Segler.

## Erfolge
Ingolf Rød, der für den Tønsberg Seilforening segelte, wurde 1920 in Antwerpen bei den Olympischen Spielen in der 6-Meter-Klasse nach der International Rule von 1919 Olympiasieger. Er war neben Paal Kaasen Crewmitglied der Jo unter Skipper Andreas Brecke, die mit dem belgischen Boot Tan-Fe-Pah von Léon Huybrechts nur einen Konkurrenten hatte. In drei Wettfahrten gewann die Jo die Goldmedaille. In der ersten Wettfahrt konnte die Yacht wegen eines Schadens am Mast nicht antreten. Die zweite und dritte Wettfahrt gewann sie und belegte damit den ersten Platz insgesamt.